# أجيس الرابع
أجيس الرابع ملك إسبرطة وابن يوداميداس الثاني من حكام إسبرطة اليوريبونتيين. وهو يدعى أحيانا أجيس الثالث. وخلف أباه حوالي العام 245 ق م وهو ابن عشرين سنة وفي ذلك لوقت كانت المملكة على شفير الهاوية بسبب تملك الطمع والترف بها، وكان هناك انعدام واضح في المساواة في توزيع الأراضي والثروات وانخفض عدد المواطنين ذوي الحقوق الكاملة إلى 700 وعدد قليل منهم احتكر الأراضي.
رغم أن أجيس تربي في عز الترف فقد عزم على أن يرجع دستور ليكورغوس بمساعدة ليساندر الذي كان سليل ليساندر الآخر الذي انتصر في معركة أيغوسبوتامي ومعه ماندروكليداس وهو رجل ذو حكمة وإقدام معروفين، وحتى أمه أغيسيستراتا الثرية اشتركت في القضية. وكان قد وجد في عمه أغيسلاوس حليفًا قويًا ولكنه لم يكن نزيهًا، وكان يأمل أن يتخلص من ديونه من دون فقدان أملاكه الكبيرة.
اقترح ليساندر نيابة عن أجيس أن كل الديون ستلغى وأن لاكونيا يجب أن تقسم إلى 19,500 قطعة تعطى 4,500 منها إلى السبارتياتس (الرجال الأحرار) الذين كان عددهم أكبر من البيريويكي (أهل لاكونيا المعتمدين على إسبرطة) أو الأغراب، والـ15,000 الباقية توزع على البيريويكي الذين يحملون السلاح، لكن ليونيداس الثاني استطاع أن يقنع المجلس برفض الاقتراح بأغلبية صوت واحد، ولكن تمت تنحيته لصالح صهره كليومبروتوس الذي ساعد أجيس على أن يضغط على المعارضين بتهديدهم بالقوة.
تم تنفيذ عملية إلغاء الديون، لكن تم تأخير توزيع الأراضي من قبل أجيسلاوس بالعديد من الأعذار، وفي تلك المرحلة أتى أراتوس وطلب أن تقوم إسبرطة بمساعدة الأخائيين ضد هجوم وشيك من الأيتوليين، وذهب أجيس على رأس جيش نحو برزخ كورنث، في غيابه مارس عمه أغيسلاوس العنف والابتزاز وزاد الإحباط الشعبي بسبب فشل الخطة الزراعية فأدى هذا إلى إعادة ليونيداس وإزاحة كليومبوتوس، الذي لجأ في معبد أبولو[ ؟ ] في تايناروم وهرب من الموت بتوسل زوجته خيلونيس التي كانت ابنة ليونيداس.
فر أجيس عند عودته نحو معبد أثيني خالكيويكوس في إسبرطة، وخرج بعد وعد كاذب بألا يقبض عليه وحوكم محاكمة صورية أودع السجن وتم خنقه هناك وتلقت أمه وجدته المصير نفسه وكان هذا في عام 241 ق م.
رغم أنه كان ضعيفًا وسليم النية بحيث أنه لم يتغلب على المشاكل التي واجهته، فقد كان أجيس صادقا في مساعيه وكان مزيجا من تواضع الشباب والكرامة الملكية، والتي ربما تجعله من الشخصيات المهمة في التاريخ الإسبرطي.